# أوخاكا
آواخاكا (بالإسبانية: Oaxaca)‏ وهي مدينة من مدن المكسيك في ولاية ولاية واهاكا وهي عاصمة الولاية وأكبر مدنها ويبلغ عدد سكانها 265 ألف نسمة وتغطي مساحة 85 كلم مربع تتواجد بالقرب من هذه المدينة أثار قديمة تعود لحضارة آزتك.

## المناخ
يظهر الجدول التالي التغييرات المناخية على مدار السنة لأوخاكا:
| البيانات المناخية لـأوخاكا                                      | البيانات المناخية لـأوخاكا | البيانات المناخية لـأوخاكا | البيانات المناخية لـأوخاكا | البيانات المناخية لـأوخاكا | البيانات المناخية لـأوخاكا | البيانات المناخية لـأوخاكا | البيانات المناخية لـأوخاكا | البيانات المناخية لـأوخاكا | البيانات المناخية لـأوخاكا | البيانات المناخية لـأوخاكا | البيانات المناخية لـأوخاكا | البيانات المناخية لـأوخاكا | البيانات المناخية لـأوخاكا |
| الشهر                                                           | يناير                      | فبراير                     | مارس                       | أبريل                      | مايو                       | يونيو                      | يوليو                      | أغسطس                      | سبتمبر                     | أكتوبر                     | نوفمبر                     | ديسمبر                     | المعدل السنوي              |
| --------------------------------------------------------------- | -------------------------- | -------------------------- | -------------------------- | -------------------------- | -------------------------- | -------------------------- | -------------------------- | -------------------------- | -------------------------- | -------------------------- | -------------------------- | -------------------------- | -------------------------- |
| الدرجة القصوى °م (°ف)                                           | 38.5 (101.3)               | 38.0 (100.4)               | 40.5 (104.9)               | 41.6 (106.9)               | 43.0 (109.4)               | 40.0 (104.0)               | 36.7 (98.1)                | 36.5 (97.7)                | 36.0 (96.8)                | 35.5 (95.9)                | 35.0 (95.0)                | 34.0 (93.2)                | 43.0 (109.4)               |
| متوسط درجة الحرارة الكبرى °م (°ف)                               | 27.6 (81.7)                | 29.5 (85.1)                | 31.9 (89.4)                | 33.3 (91.9)                | 32.5 (90.5)                | 29.5 (85.1)                | 28.5 (83.3)                | 28.5 (83.3)                | 27.8 (82.0)                | 27.9 (82.2)                | 27.7 (81.9)                | 27.1 (80.8)                | 29.3 (84.7)                |
| المتوسط اليومي °م (°ف)                                          | 18.3 (64.9)                | 19.9 (67.8)                | 22.3 (72.1)                | 24.0 (75.2)                | 24.2 (75.6)                | 22.8 (73.0)                | 21.9 (71.4)                | 21.8 (71.2)                | 21.5 (70.7)                | 20.8 (69.4)                | 19.4 (66.9)                | 18.3 (64.9)                | 21.3 (70.3)                |
| متوسط درجة الحرارة الصغرى °م (°ف)                               | 9.0 (48.2)                 | 10.3 (50.5)                | 12.7 (54.9)                | 14.8 (58.6)                | 15.9 (60.6)                | 16.1 (61.0)                | 15.2 (59.4)                | 15.1 (59.2)                | 15.3 (59.5)                | 13.7 (56.7)                | 11.1 (52.0)                | 9.6 (49.3)                 | 13.2 (55.8)                |
| أدنى درجة حرارة °م (°ف)                                         | 0.5 (32.9)                 | 1.0 (33.8)                 | 3.0 (37.4)                 | 4.0 (39.2)                 | 9.0 (48.2)                 | 9.0 (48.2)                 | 9.0 (48.2)                 | 9.0 (48.2)                 | 9.0 (48.2)                 | 4.5 (40.1)                 | 1.0 (33.8)                 | 0.0 (32.0)                 | 0.0 (32.0)                 |
| الهطول مم (إنش)                                                 | 3.6 (0.14)                 | 5.4 (0.21)                 | 13.1 (0.52)                | 39.7 (1.56)                | 85.4 (3.36)                | 171.0 (6.73)               | 116.3 (4.58)               | 114.5 (4.51)               | 138.1 (5.44)               | 51.4 (2.02)                | 9.0 (0.35)                 | 3.2 (0.13)                 | 750.7 (29.56)              |
| متوسط أيام هطول الأمطار (≥ 0.1 mm)                              | 1.0                        | 1.3                        | 2.3                        | 5.7                        | 10.5                       | 17.2                       | 16.9                       | 16.5                       | 17.2                       | 7.6                        | 2.3                        | 0.9                        | 99.4                       |
| متوسط الرطوبة النسبية (%)                                       | 58                         | 58                         | 54                         | 55                         | 60                         | 66                         | 69                         | 69                         | 74                         | 70                         | 66                         | 63                         | 64                         |
| ساعات سطوع الشمس الشهرية                                        | 282                        | 260                        | 295                        | 285                        | 264                        | 184                        | 202                        | 178                        | 162                        | 245                        | 267                        | 267                        | 2٬891                      |
| المصدر #1: Servicio Meteorológico Nacional (humidity 1981–2000) |                            |                            |                            |                            |                            |                            |                            |                            |                            |                            |                            |                            |                            |
| المصدر #2: الأرصاد الجوية الألمانية (sun, 1961–1990)            |                            |                            |                            |                            |                            |                            |                            |                            |                            |                            |                            |                            |                            |

## توأمة
لأوخاكا اتفاقيات توأمة مع كل من:
- روي-مالميزون [13]
- بالو ألتو
- كانكون

## أعلام
- فرنسيسكو توليدو
- سوازنا هارب
- براد ويل
- خافيير أكينو
- ألفريدو حرب حلو
- نادية لوبيز
- ميغيل كابريرا